# Sunweb
Sunweb ist ein im Jahr 2000 gegründetes Unternehmen, das Flugreisen, Skireisen und Autoreisen innerhalb und außerhalb Europas anbietet. Das Unternehmen gehört zu den größten Online-Reiseanbietern in den Niederlanden und ist alleiniger Vermittler des Direktreiseveranstalters Sundio Group International GmbH mit Sitz in Zürich. Der Hauptsitz von Sunweb ist in Rotterdam, Niederlande.

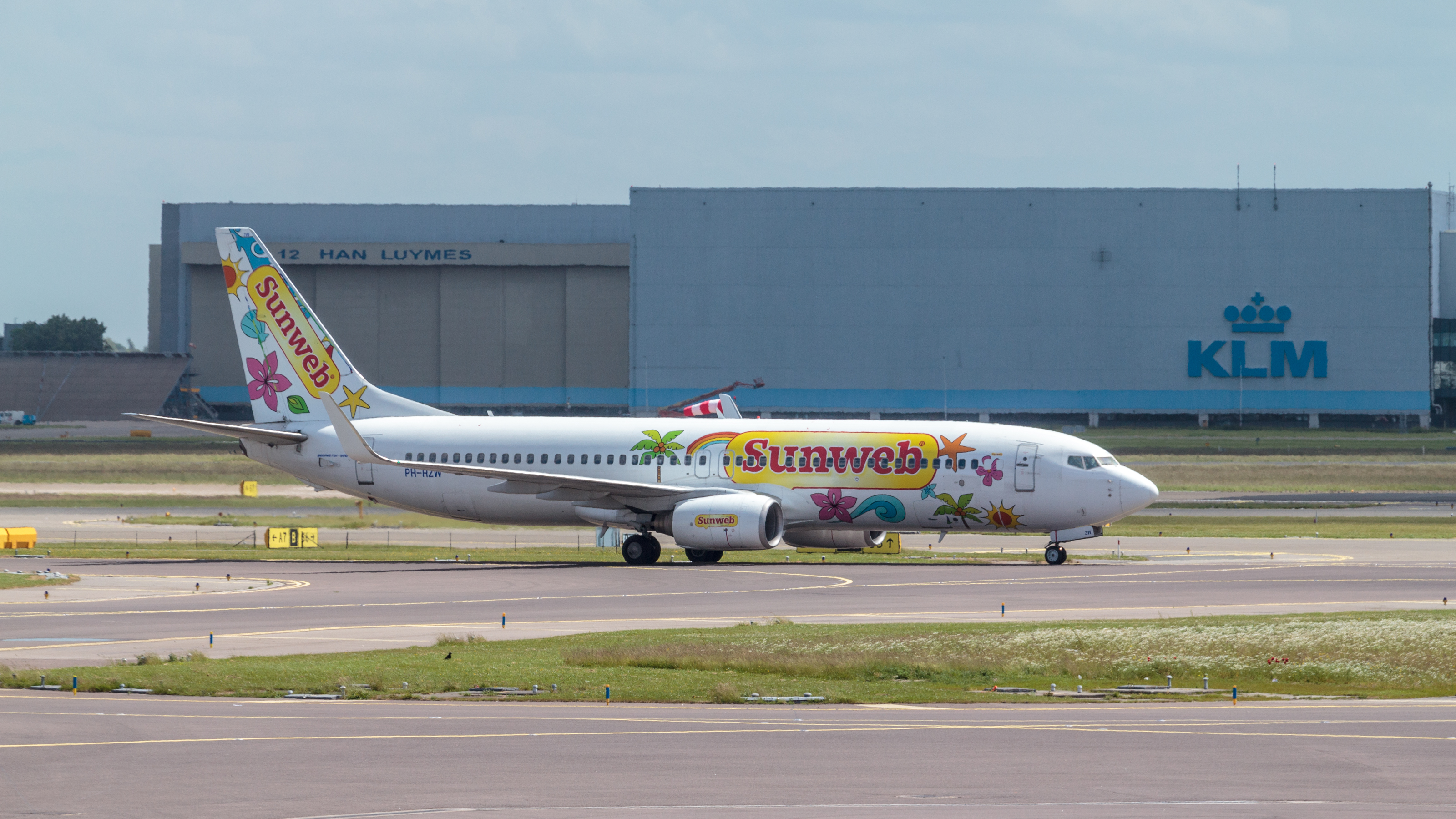
Sunweb-Lackierung einer Boeing 737-800 in Glasgow 2013

## Geschichte
Sunweb gehört zur Sundio Group International GmbH. 1991 gründete Unternehmer Joost Romeijn unter dem Namen GOGO Tours die heutige Sundio Group International GmbH. Der Firmenname wurde im Zuge des Internet-Aufschwungs in Sunweb umbenannt. In den darauffolgenden Jahren hat die Sunweb Group mehrere Unternehmen übernommen. Dazu gehören unter anderem Husk Travel, X-Travel und Jiba. 2007 wurde der Firmenname in Sundio Group International GmbH geändert. Danach erfolgten erneut mehrere internationale Übernahmen. Sunweb ist eine der wichtigsten Marken der Sundio Group. Seit 2007 ist Sundio auch in Deutschland aktiv. Insgesamt verreisen pro Jahr mittlerweile fast eine Million Menschen mit Sundio International.

## Sponsoring
2015 war Sunweb der Co-Sponsor des Radsportteams Giant-Alpecin. Von 2017 bis 2020 war Sunweb der Hauptsponsor des Teams. Der Teamname lautete nun Team Sunweb. Infolge der starken Verluste durch die Covid-19-Pandemie zog sich Sunweb als Hauptsponsor zurück.